# Newport (CDP, New Hampshire)
Newport CDP ist ein Census-designated place (CDP) in der Town of Newport im Sullivan County im US-Bundesstaat New Hampshire. Die Volkszählung von 2020 erfasste 4.735 Einwohner. Der CDP wurde im Jahr 2002 erstmals vom Census definiert. Er umfasst den Kernort der Town of Newport.

## Lage
Der Ort liegt bei den Koordinaten 43° 21' 53.64" Nord und 72° 10' 35.88" West auf einer Höhe von 243 Metern über dem Meeresspiegel am Sugar River. Die 36,5 km² große Fläche des Gebietes enthält laut Census keinen Anteil Wasserfläche. Im Ort kreuzt die in Nord-Süd-Richtung verlaufende New Hampshire Route NH-10 die in ost-westlicher Richtung zusammen verlaufenden NH-11 und NH-103.